# Лев Борисович Глинський
Лев Борисович Глинський (пом. бл. 1495) — князь з роду Глинських.

## Родовід
Син прихильника великого литовського князя Свидригайла Ольгердовича — князя Бориса Івановича Глинського. Служилий князь Івана Юрійовича Мстиславського. Володів Старим Глинськом на Сулі. 
Діти:
- Іван — київський воєвода;
- Михайло — керівник повстання в 1508;
- Василь;
- Федір (пом. 1498) — помер молодим;
- Федора — дружина Мартина Хребтовича.